# Küllike Jürimäe

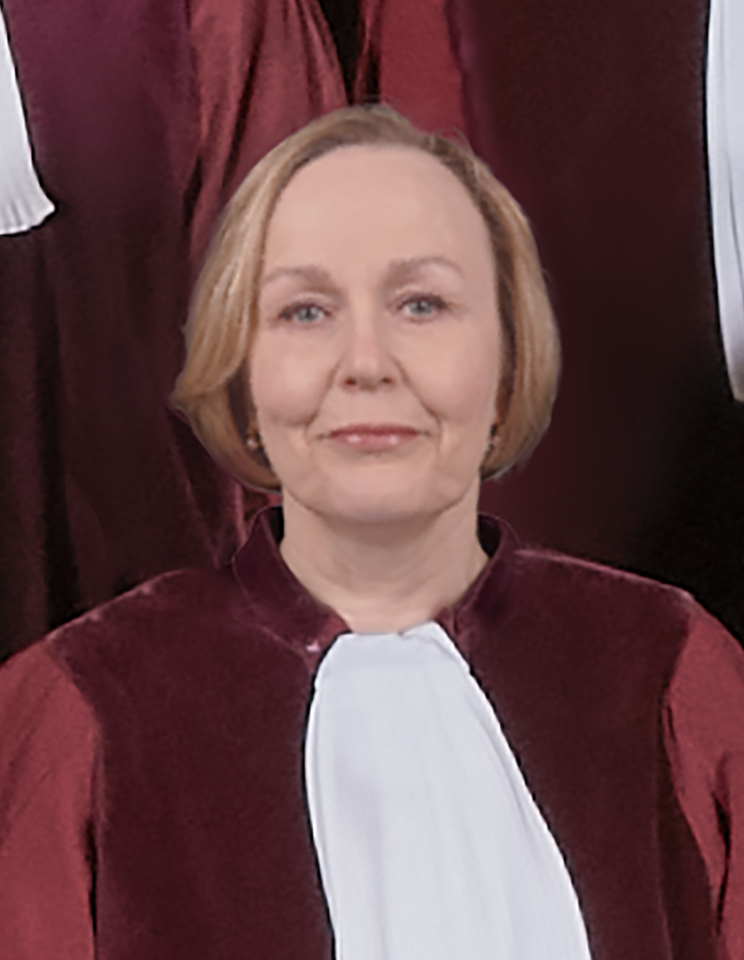
Küllike Jürimäe

Küllike Jürimäe (* 1962 in Haapsalu) ist eine estnische Juristin.

## Leben
Küllike Jürimäe studierte nach ihrem Abitur von 1981 bis 1986 Rechtswissenschaft an der Universität Tartu. Von 1986 bis 1991 war sie Mitarbeiterin der Staatsanwaltschaft in Tallinn. 1991/92 absolvierte sie die estnische Diplomatenschule. Von 1991 bis 1993 war sie als Rechtsberaterin tätig, unter anderem 1992/93 bei der estnischen Industrie- und Handelskammer in Tallinn. Von 1993 bis 2003 war Küllike Jürimäe Richterin am Berufungsgericht Tallinn.
Vom 12. Mai 2004 bis zum 23. Oktober 2013 war sie estnische Richterin am Gericht erster Instanz der Europäischen Gemeinschaften in Luxemburg. Seit dem 23. Oktober 2013 ist sie Richterin am Europäischen Gerichtshof. Seit dem 8. Oktober 2021 ist sie dort Präsidentin der Zweiten Kammer.
Das Blog IPKat ernannte sie 2015 zur „Copyright person of the year“.